# 키달주

키달주의 위치

키달주(프랑스어: Région de Kidal)는 말리에 있는 주로, 주도는 키달이며 면적은 151,430km2, 인구는 85,000명이다.

## 같이 보기
- 말리의 행정 구역